# Procurațiile

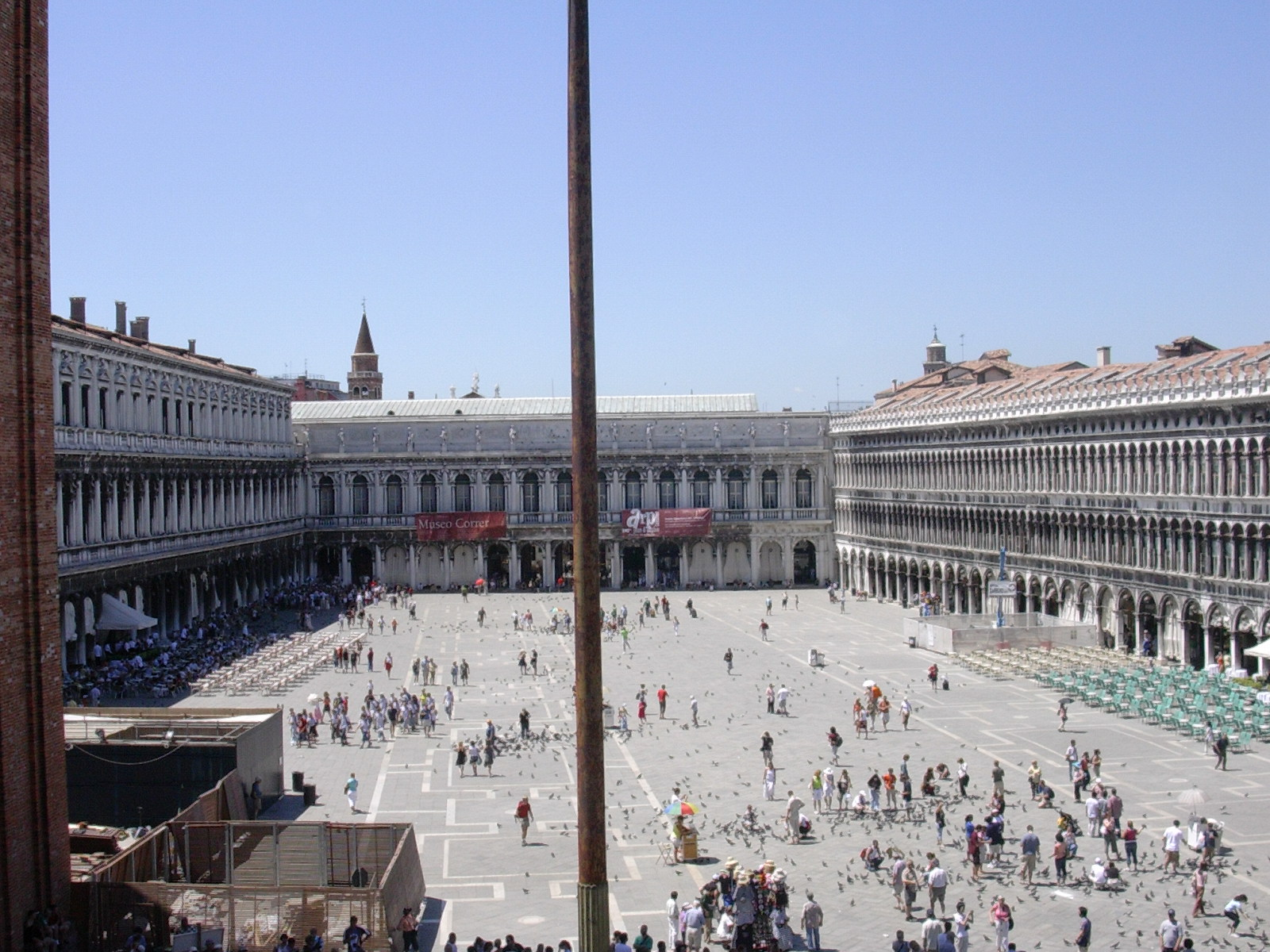
Procuraţiile văzute de pe terasa Bazilicii San Marco

Procurațiile (în italiană Procuratie) este un grup de clădiri impunătoare din Veneția, situat în sestiere San Marco și care mărginesc pe trei laturi Piața San Marco. Ele poartă aceste nume pentru că aici își aveau sediile procuratorii din San Marco. Procurațiile sunt împărțite în trei aripi care delimitează aproape în întregime partea din fața Bazilicii San Marco: Procurațiile Vechi (Procuratie Vecchie) la nord, Aripa napoleoniană (Ala Napoleonica) la vest și Procurațiile Noi (Procuratie Nuove) la sud. 

## Procurațiile Vechi

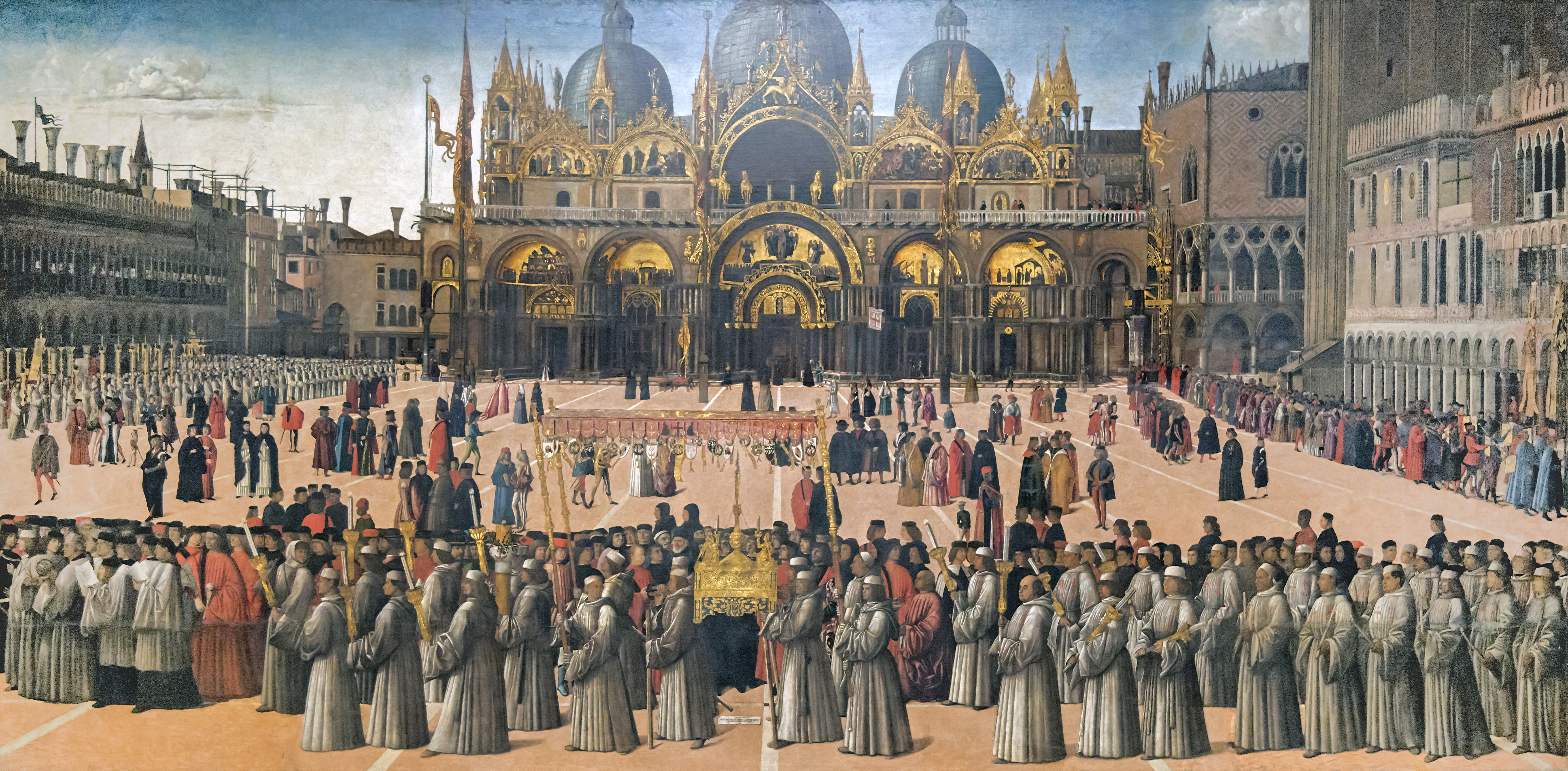
Procesiune în Piața San Marco de Gentile Bellini (1496, Gallerie dell'Accademia)

Procurațiile Vechi se întind pe o lungime de 152 de metri de la Turnul cu ceas către Aripa napoleoniană, având un portic cu 50 de arcade cărora le corespund cele 100 de ferestre de la cele două superioare. Deși terminate în arc central, luminozitatea deschiderilor amintesc de stilul venețiano-bizantin al primei procurații, construită în secolul al XII-lea, în timpul dogelui Sebastiano Ziani (vizibilă în celebra pictură a lui Gentile Bellini "Procesiunea în Piața San Marco") și destinată a adăposti locuințele procuratorilor din "citra", cei mai mari magistrați.
Aceasta, deteriorată parțial de incendiul de la începutul secolului al XVI-lea, a fost demolată și reconstruită după un proiect al unui arhitect necunoscut, fiind vehiculate numele lui Mauro Codussi, Giovanni Celestro și Scarpagnino. Lucrarea a fost încredințată în 1517 lui Guglielmo dei Grigi și Bartolomeo Bon cel Tânăr și a fost finalizată în 1538, aparent cu ajutorul lui Jacopo Sansovino. În partea superioară a clădirii a fost amplasată o friză deschisă de o sută de mici oculi ovali deasupra cărora se află un crenel alb cu scop decorativ.
În prezent, clădirea adăpostește magazine la parter și birouri la etajele superioare.

## Procurațiile Noi
Construcția Procurațiilor Noi, după proiectul lui Vincenzo Scamozzi, a început în 1583 pe zona în care se aflau azilul Orseolo și câteva clădiri (așa cum se vede în pictura lui Bellini), ajungând până la Campanila San Marco. Noua clădire a fost în schimb aliniată la latura nordică a Bibliotecii Marciane. Lucrările de construcție, întrerupte în 1616 de moartea lui Scamozzi, au fost finalizate în 1640 de către Baldassarre Longhena.
În timpul Regatului Italiei a fost folosită ca palat regal, păstrându-și această funcționalitate chiar și în timpul domniei Casei de Savoia din 1866 și până în 1946. Astăzi, etajele superioare găzduiesc Muzeul Correr, Muzeul Risorgimento, Muzeul Arheologic, direcția Muzeelor Civice și o parte din colecțiile Bibliotecii Marciane. De asemenea, aici se află renumita Caffè Florian ce datează din secolul al XVIII-lea.

## Aripa napoleoniană

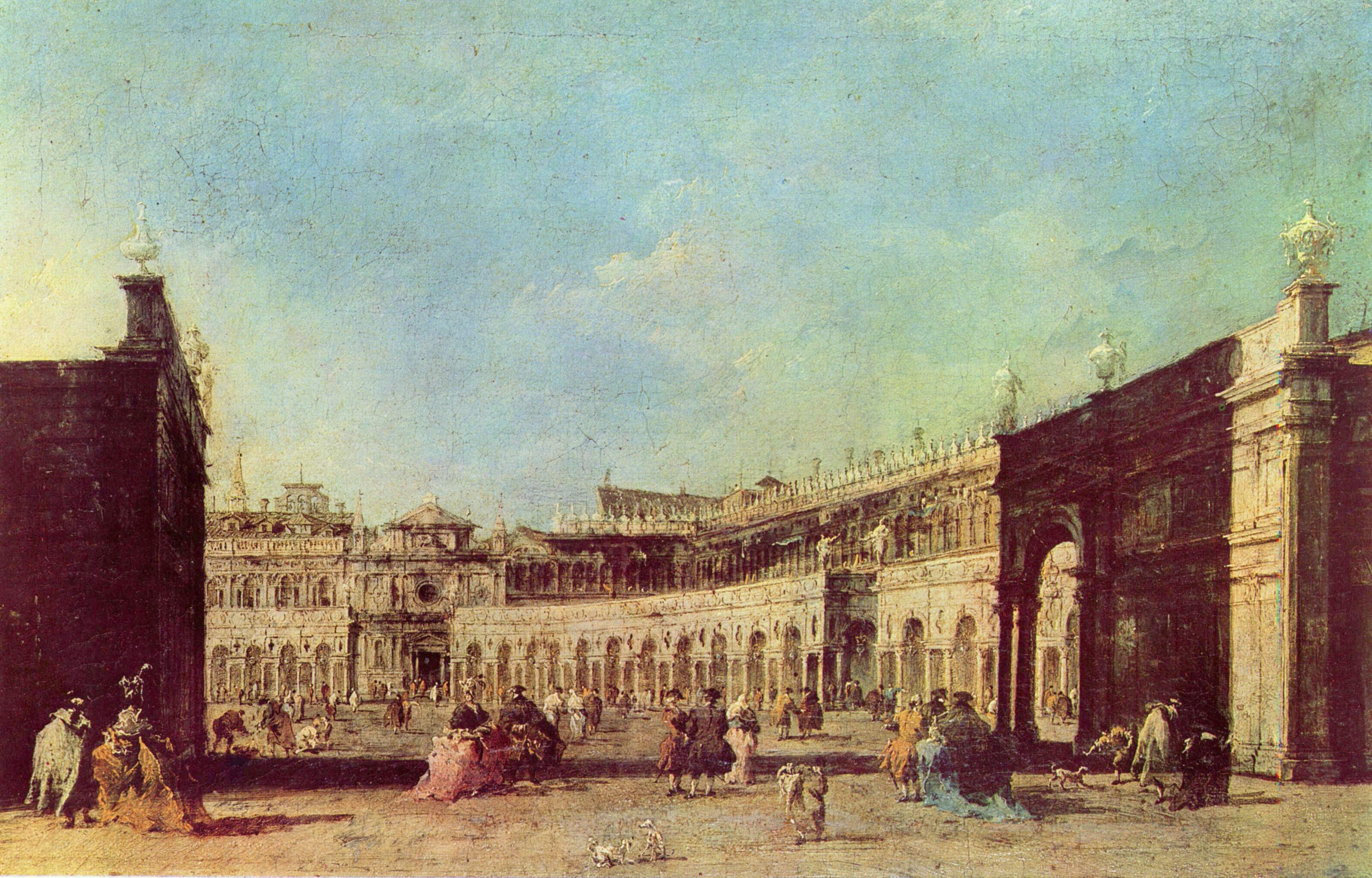
Pictură de Francesco Guardi (circa 1776-1777) cu vedere a pieței de la bazilică. Se observă fațada bisericii San Geminiano proiectată de Sansovino.

Procurațiile au dobândit forma de potcoavă după ce Napoleon Bonaparte a demolat Biserica San Geminiano (și extensiile Procurațiilor către aceasta) pentru a construi ceea ce se numește "Aripa napoleoniană" (sau "Procuratie Nuovissime" sau "Fabbrica Nuova"). Biserica San Geminiano, una dintre cele mai vechi din Veneția, atestată încă din secolul al VI-lea, fusese renovată de Sansovino în 1557; artistul, mândru de acest lucru, a ales chiar o capelă adiacentă pentru a fi îngropat acolo împreună cu copiii săi.
Totul a fost demolat între 1807 și 1810, se pare că din dorința viceregelui Eugene de Beauharnais, care a vrut să completeze Palatul Regal cu o sală de bal în "cel mai frumos salon din lume". Proiectul a fost încredințat lui Giuseppe Maria Soli și nu a diferit mult de proiectul Procurațiilor Noi, cu excepția aticului decorat cu 14 statui de împărați romani. În centru, în Holul San Geminian, se deschide o scară monumentală de acces, cu o frescă pe plafon (Gloria lui Neptun) realizată de Sebastiano Santi. În interior se poate admira Salonul napoleonian proiectat de Lorenzo Santi (1822).
Clădirea, construită înspre piață în 1814, dar completată în timpul Imperiului Austriac, găzduiește din 1922 Muzeul Correr.

## Imagini

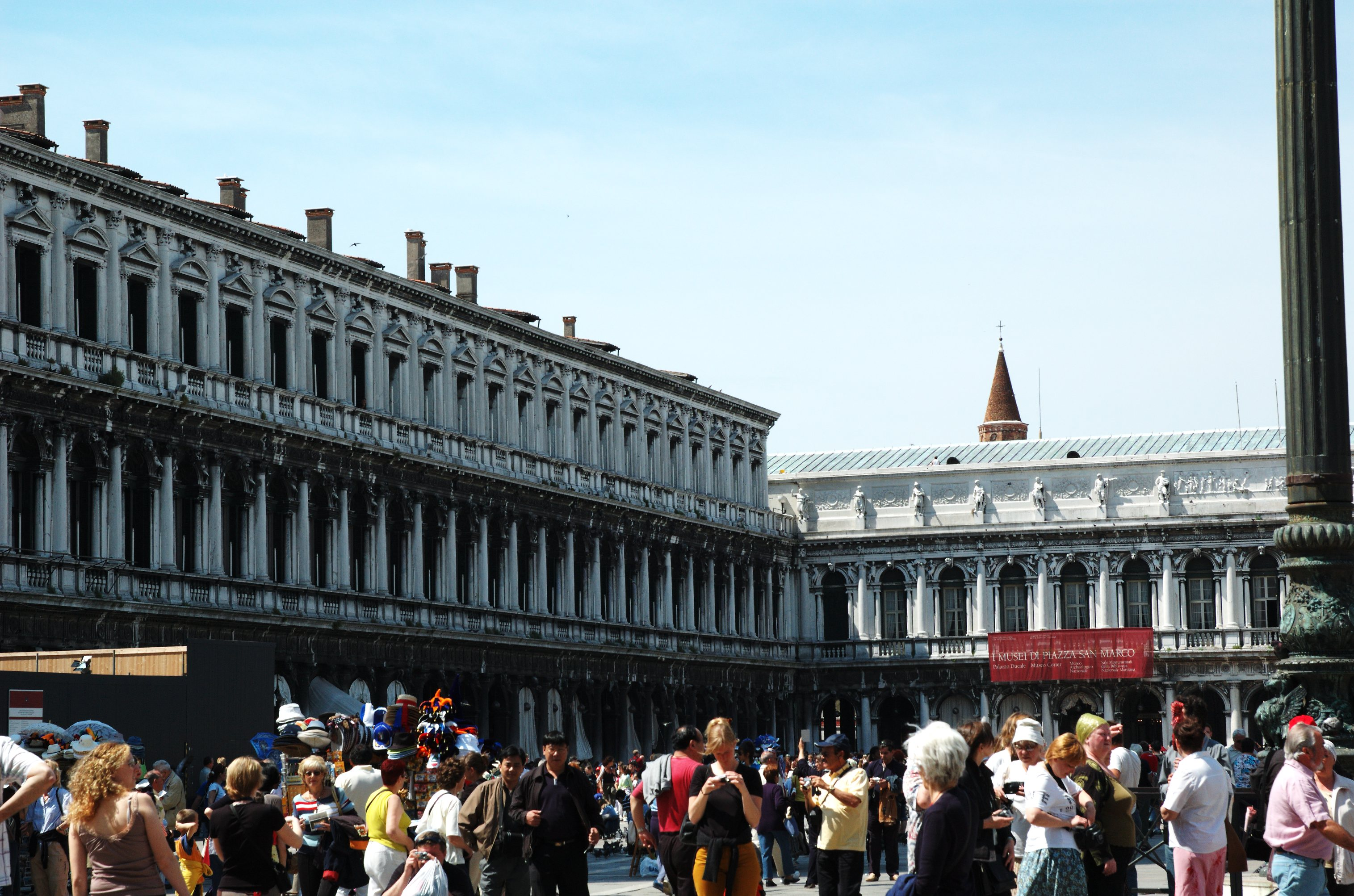
Procuratie Nuove
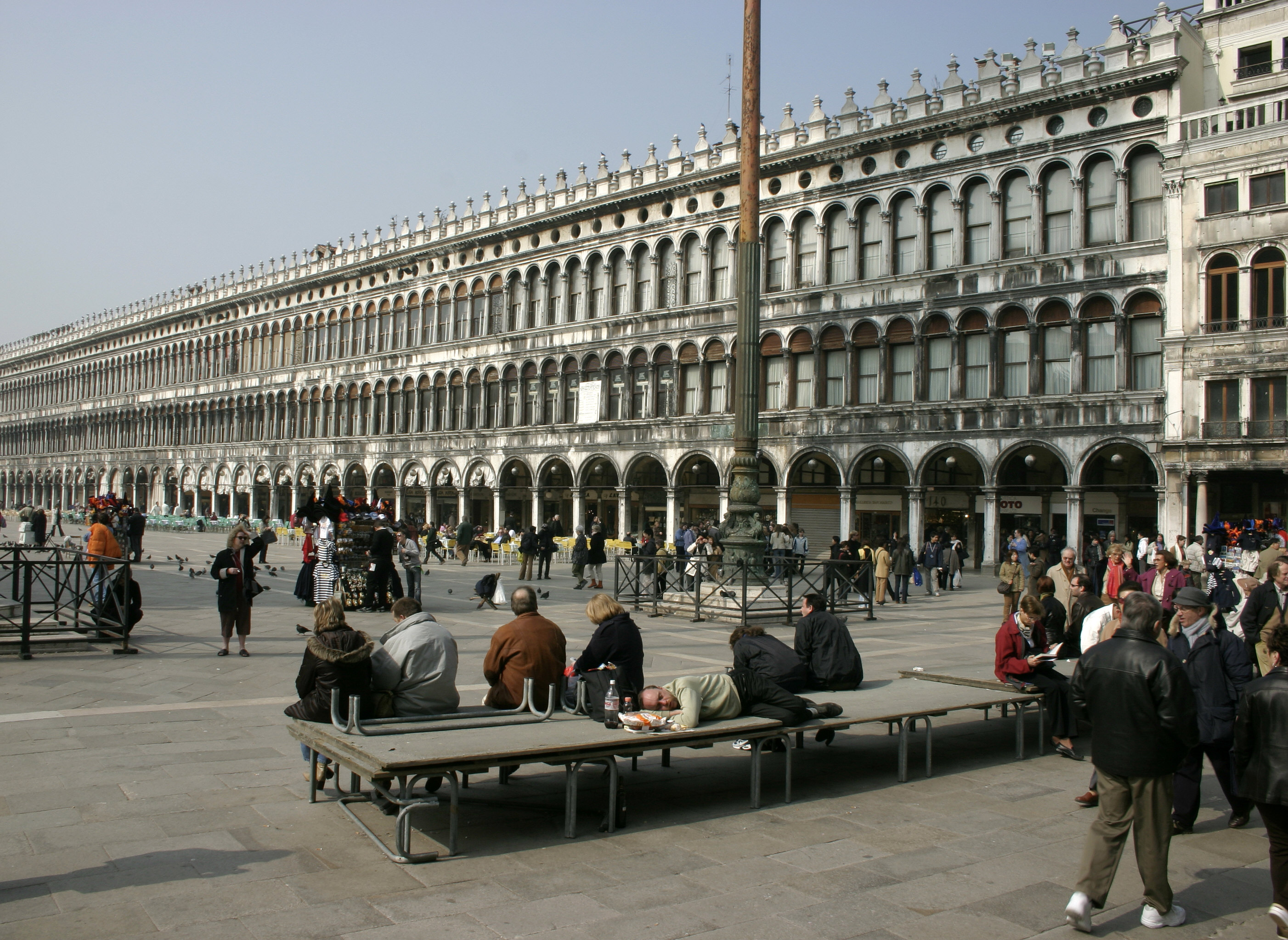
Procuratie Vecchie
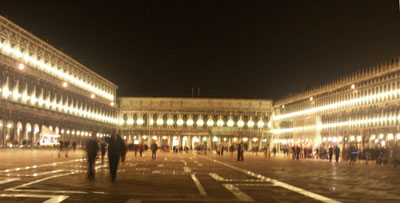
Vedere nocturnă